# Marchena (Sevilla)
Marchena település Spanyolországban, Sevilla tartományban. Marchena Paradas, Carmona, Fuentes de Andalucía, Écija, La Lantejuela, Osuna, La Puebla de Cazalla és Morón de la Frontera községekkel határos. Lakosainak száma 19 382 fő (2024).

## Népesség
A település népessége az elmúlt években az alábbi módon változott:
| Lakosok száma | 18 180 | 18 550 | 19 310 | 19 768 | 19 984 | 19 940 | 19 691 | 19 457 | 19 264 | 19 382 |
|               | 2001   | 2004   | 2007   | 2009   | 2012   | 2014   | 2017   | 2019   | 2022   | 2024   |